# OSIRIS-REx

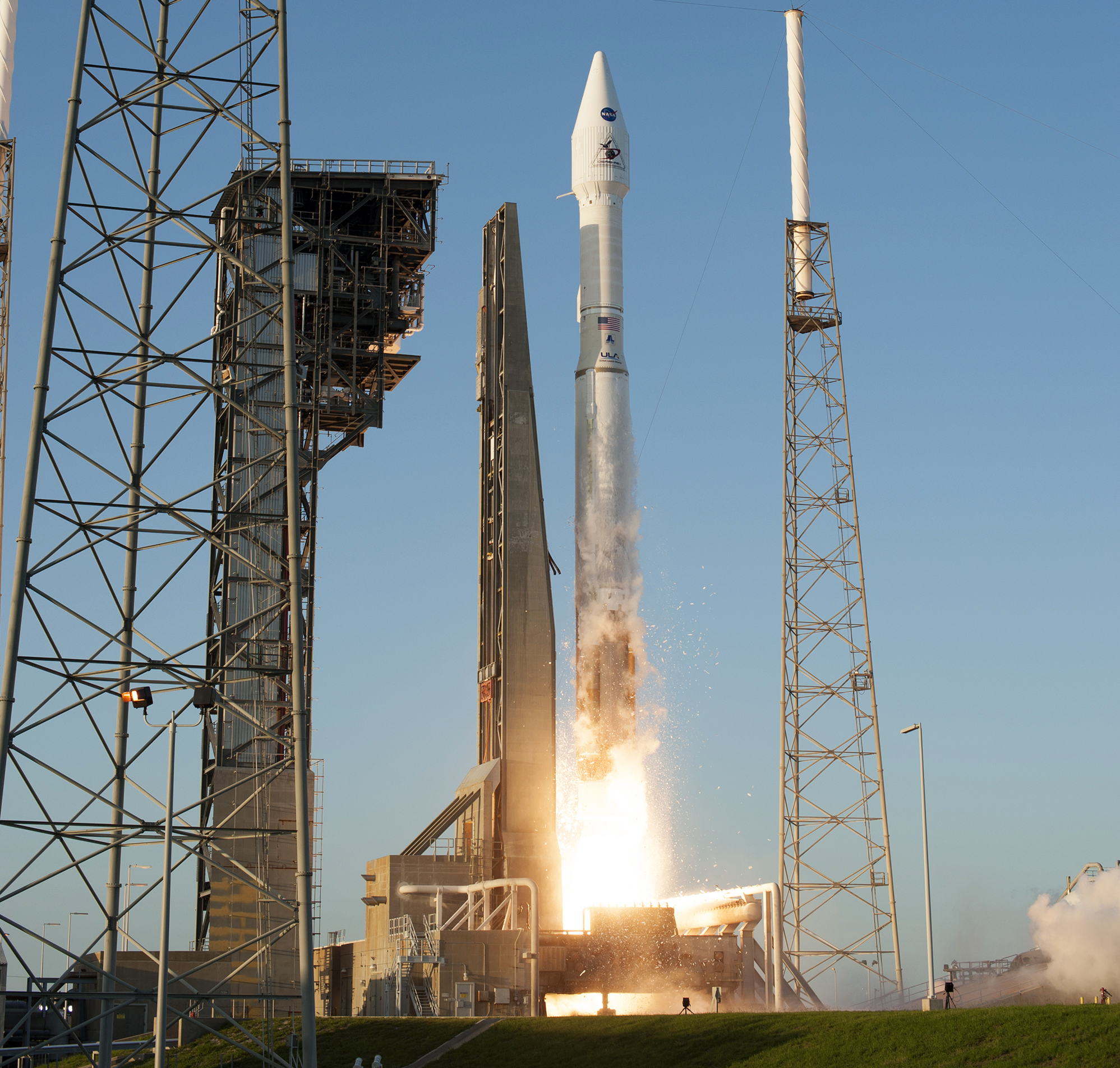
Start OSIRIS-REx na pokładzie rakiety Atlas V 411

Kapsuła z próbkami po lądowaniu na Ziemi

OSIRIS-REx (ang. Origins, Spectral Interpretation, Resource Identification, Security, Regolith Explorer) – misja bezzałogowej sondy kosmicznej, której celem była planetoida (101955) Bennu należąca do grupy Apolla oraz obiektów NEO i PHA. Sonda została wysłana 8 września 2016 roku przez NASA w ramach programu New Frontiers.
Budżet misji OSIRIS-REx jest szacowany na około 800 milionów USD, nie wliczając w to kosztów rakiety, która kosztowała około 200 milionów USD.

## Cel misji
Szczegółowa analiza trajektorii Bennu i obliczenie na nowo ryzyka, jakie asteroida stanowi dla Ziemi. Obecnie wiadomo, że przy zderzeniu  mogłaby utworzyć na powierzchni Ziemi kilkukilometrowy krater.
Kolejny cel misji to analiza bogatej w węgiel planetoidy pod kątem chemicznych budulców życia oraz tego, jak planetoidy mogły przyczynić się do powstania życia na Ziemi. Naukowcy spodziewają się znaleźć na Bennu pierwotne środowisko z podstawowymi związkami organicznymi, powstałymi niedługo po uformowaniu się Układu Słonecznego. Środowisko to do dzisiaj zostało w niewielkim stopniu przetworzone. Takie środowisko daje możliwość zbadania koncentracji aminokwasów na powierzchni asteroidy i określenie, czy na asteroidzie jest ona większa niż w przypadku młodej Ziemi.

## Przebieg misji
- 8 września 2016 o 23:05 UTC rakieta Atlas V w wariancie 411 wyniosła sondę na niską orbitę okołoziemską i nadała prędkość ucieczkową. Start nastąpił z kompleksu LC-41 kosmodromu wojsk lotniczych na Przylądku Canaveral[4]. Do separacji miało dojść w 56. minucie lotu[5].
- 28 grudnia 2016 sonda wykonała korektę trajektorii. Manewr zmienił prędkość statku o 431 m/s[6]. Było to przygotowanie sondy do przelotu w pobliżu Ziemi. Grudniowa korekta była pierwszą dużą zmianą prędkości od początku misji. Sonda otrzymała dodatkowe zadanie polegające na poszukiwaniu planetoid trojańskich Ziemi. Do tej pory znany jest tylko jeden taki obiekt – 2010 TK7[7].
- 18 stycznia 2017 miała miejsce niewielka korekta zmieniająca prędkość sondy o niecałe 3 m/s[6].
- luty 2017 – przez dziesięć dni OSIRIS-REx za pomocą kamery mapującej poszukiwał w kierunku punktu równowagi L4 planetoid trojańskich[6].
- 23 sierpnia 2017 kolejna kosmetyczna korekta zmieniająca prędkość o 0,48 m/s co pozwoliło na precyzyjny przelot statku w pobliżu Ziemi w celu uzyskania asysty grawitacyjnej[6].
- 22 wrześniu 2017 sonda zbliżyła się do Ziemi na odległość 17 000 km. W punkcie najbliższego zbliżenia o 18:32 czasu polskiego sonda była nad Antarktydą, na południe od przylądka Horn. Przelot zmienił prędkość sondy o 3,8 km/s. Jest to dwukrotnie większą różnicą niż to na co pozwoliłby cały zapas paliwa. Statek przebył miliard kilometrów, przebywając na orbicie heliocentrycznej, nachylonej o sześć stopni względem płaszczyzny orbity Ziemi wokół Słońca. W czasie dotychczasowego lotu sonda wykonała serię testów instrumentów znajdujących się na pokładzie[6].
W kolejnych miesiącach sonda wykonała jeszcze kilka niewielkich korekt trajektorii.
- sierpień 2018 – rozpoczęły się pierwsze badania planetoidy Bennu[6].
- 3 grudnia 2018 sonda dotarła do celu swej podróży – planetoidy Bennu[8].
- 11 grudnia 2018 członkowie zespołu misji poinformowali, że sonda wykryła obecność grup hydroksylowych w minerałach Bennu. Odkrycie to wskazuje, że woda była obecna na większej planetoidzie, której Bennu mogła być częścią[9][10].
- 31 grudnia 2018 sonda weszła na orbitę wokół asteroidy. Bennu jest najmniejszym obiektem, wokół którego orbitował statek kosmiczny[11]. Po wejściu sondy na orbitę rozpoczął się proces przeglądu powierzchni, dzięki któremu naukowcy utworzyli dokładną mapę i wybierali najlepsze możliwe miejsce do pobrania próbek[12]. Podczas orbitowania wokół planetoidy przeprowadzono wiele badań i obserwacji, m.in. dokładnie zmierzono efekt Jarkowskiego[12].
- Po dokonaniu obserwacji, 20 października sonda zbliżyła się do planetoidy i nie lądując na niej, dzięki wysięgnikowi, pobrała próbki materii z powierzchni Bennu (planowano zebrać od 60 do 2000 gramów próbek)[2][13][14].
- 27 października 2020 zasobnik z próbkami materii (ok. 400 g) został umieszczony w kapsule powrotnej sondy[15][16].
- 10 maja 2021 sonda oddaliła się od asteroidy.
- Lądowanie powrotne kapsuły z próbkami pozyskanymi z powierzchni planetoidy odbyło się 24 września 2023 na poligonie Test and Training Range w Utah[12].

## Dalsze plany NASA
NASA podała, że oprócz naukowców ze Stanów Zjednoczonych, 4% zebranego materiału otrzymają naukowcy Kanady, a kolejne 0,5% Japończycy. Jednak aż trzy czwarte materiału zostanie zdeponowane dla przyszłych pokoleń naukowców w stanie nienaruszonym, bez badań.
NASA planuje około 2025 roku zrealizować wyprawę do planetoidy 1999 AO10 z grupy NEO. OSIRIS-REx może więc być prekursorem misji załogowej, co potencjalnie może pozwolić na przetestowanie kilku rozwiązań i technologii, które następnie wykorzystają astronauci. Dzięki tej bezzałogowej misji NASA będzie dysponować większą wiedzą na temat operacji w pobliżu planetoidy, sposobach pobierania i selekcji próbek, a także ogólnych badań małych planetoid bliskich Ziemi.